# Convoi HX 53
Le convoi HX 53 est un convoi passant dans l'Atlantique nord, pendant la Seconde Guerre mondiale. Il part de Halifax au Canada le 25 juin 1940 pour le port de Liverpool le 10 juillet 1940.

## Composition du convoi
Ce convoi est constitué de 44 cargos :
- Royaume-Uni : Jersey City, Harlingen, Silverfir, Scoresby, Crown Arun, Penrose, Taybank, Botavon, Manchester Brigade, Whitford Point, Taranaki, Arthur F. Corwin, Humber Arm, Aracataca, Sovac, Dalcross, Pacific Shipper, Tilsington Court, Dunsley, Langleebrook, Thistleford, Boltonhall, Venetia, Wentworth, Empire Gannet, Athelempress, Mataroa, Thistlegarth, Severn Leigh
- Norvège : Bjerka, Taborfjell, Thorshavn, Stalheim, Janna, Sommerstad, Katy, Astra
- Grèce : Dimitrios Inglessis, Grigorios C II, Zannis Gounaris, Maria Stathatou
- Suède : Valparaiso, Axel Johnson
- Finlande : Rosenborg

## L'escorte
Ce convoi est escorté par :

- le Croiseur auxiliaire HMS Alaunia (en) jusqu'au 7 juillet 10:15
- le destroyer HMCS Assiniboine (en) du 25/06/40 au 26/06/40
- le destroyer HMCS Ottawa du 25/06/40 au 26/06/40
- la corvette HMS Clarkia (fi) du 07/07/40 au 10/07/40
- le destroyer HMS Hurricane du 08/07/40 au 09/07/40
- le sloop HMS Leith du 07/07/40 au 10/07/40
- le destroyer HMS Sabre (en) du 07/07/40 au 10/07/40
- le destroyer HMS Scimitar (en) du 07/07/40 au 10/07/40
- le destroyer HMS Vanquisher  (en) du 08/07/40 au 09/07/40
- le destroyer HMS Winchelsea (en) du 08/07/40 au 09/07/40

## Le voyage
Le Norvégien Janna (Capitaine T. Bøttger) a perdu le contact avec le convoi. Il a de nouveau quitté Halifax le 29 juin afin de rejoindre le prochain convoi, le HX 54.
Rosenborg, Thistlegarth et Bjerka semblent avoir eu du mal à maintenir la vitesse convenue.
Le convoi est arrivé au rendez-vous des escorteurs britanniques le 7 juillet.
Le cargo Humber Arm (Maître Jack Rowland Morbey) , voyageant depuis Corner Brook vers le fleuve Mersey avec une cargaison de 1 000 tonnes d'acier, 5 450 tonnes de papier journal, 300 tonnes de bois et 450 tonnes de pâte à bois, a été coulé par le U-99. A 7 h 53, le 8 juillet 1940, le Humber Arm fut touché à l'avant du navire par une torpille du U-99 et coula à 60 milles au sud du Phare du Fastnet à la position 50° 36′ 00″ N, 9° 24′ 00″ O. Le capitaine, 41 membres d'équipage et un passager ont tous été récupérés par le HMS Scimitar (H 21) (Lt R.D. Franks, OBE, RN) et le HMS Vanquisher (D 54) (Cdr C.B. Alers-Hankey, RN) et ont atterri à Milford Haven.